# Mayowa Nicholas
Mayowa Nicholas (22 de mayo de 1998) es una modelo nigeriana. Fue la primera de su país en protagonizar campañas de Dolce & Gabbana, Yves Saint Laurent, y Calvin Klein.

## Carrera
Mayowa Nicholas fue finalista del concurso Elite Model Look 2014 (junto a la modelo italiana Greta Varlese).
En su primera temporada de desfile, en 2015, apareció en los eventos de Balmain, Calvin Klein, Kenzo, Hermès, y Acne Studios, entre otros. Ha trabajada con diseñadores como Prada, Miu Miu, Versace, Chanel, Michael Kors, y Oscar de la Renta. Ha protagonizado una campaña de Dolce & Gabbana.
Iba a hacer su debut en el Victoria's Secret Fashion Show 2017, pero su visa a China fue denegada, junto a la de muchas modelos rusas y ucranianas, que no le permitió desfilar en el evento. Hizo su debut en Victoria’s Secret Fashion Show 2018.